# ナトゥカジュ人
ナトゥカジュ人（ナトゥカジュじん、アディゲ語: НатIхъуадж, Натыхъуэдж, Нэткъуадж, Нэтыхъуай; ロシア語: Натухайцы; トルコ語: Natuhay; 英語: Natukhajs）とは、チェルケス人の一派である。

## 概要
チェルケス人の12の氏族の一つである。1864年、ロシア軍のチェルケシア占領により大部分が虐殺され、生き残りはオスマン帝国へ追放された。
故地に残ったものは、一部がシャプスグ人と同化し、一部は現在もアディゲ共和国に居住しているが、ロシアの人口統計では独立した民族とは扱われず、アディゲ人に含まれている。
アディゲ語を話し、チェルケス人の中でも西チェルケス人とされ、シャプスグ人と共に黒海沿岸グループに属する。